# ナキイナゴ
ナキイナゴ（鳴稲子）は、バッタ目バッタ科に属するやや小型のバッタ。植上性で、主に山間部のやや乾燥したイネ科の群落に見られる。

## 形態
成虫の体長は、オスが18 - 22mm、メスが25 - 30mm。爪の間にしがみつくための吸盤状の部分（爪間盤）を持つ。触角はやや平たく長めで、特にオスは長い。色彩や翅の長さ、体長差などの性差が激しく、一見ではオスとメスが別種に見える。希に褐色のオスや、黄色掛かったメスもいる。普通、翅は短いが、オスメス共に長翅型を生ずることもあるが、殆ど目撃例がなく、非常に希と思われる。発生のメカニズムも不明。

## 分布
北海道から九州などに分布。

## 生態
平地（丘陵地）、山間部の乾燥気味の草原に生息。あまり標高の高い場所には居ない。イネ科、カヤツリグサ科を食物とし、また住処とする。オスは前翅の翅脈と後脚腿節を擦り合わせ「ジャ・ジャ・ジャ……」と発音する。良く発音し、姿や行動がイナゴに似てるため、「ナキイナゴ」の名が付いた。また発音のために後翅を退化させており、バッタとしては発音の仕組みは最も発達している。その機構・構造は楽器のギロを思わせる。
産卵は地中ではなく枯れたイネ科の根元に行われる。そのため産卵管には他のバッタのような鋸歯状の部分を欠く。また卵は他のバッタのものよりも乾燥に強い。卵は成虫の体長の割に大きく、5mmくらい。3 - 4個ずつ纏めてスポンジ状の泡にくるまれて産み付けられる。春先、まだ他の昆虫の姿もまばらな頃に孵化した幼虫は、数回脱皮を繰り返し初夏ごろ羽化し成虫となる。大体、クビキリギスが活動を始めて暫くすると本種の姿が見られるようになる。